# 3762 Amaravella
3762 Amaravella este un asteroid din centura principală, descoperit pe 26 august 1976 de Nikolai Cernîh.